# Sericopus
Sericopus là một chi bọ cánh cứng trong họ Chrysomelidae.
Chi này được miêu tả khoa học năm 2005 bởi Medvedev.

## Các loài
Các loài trong chi này gồm:
- Sericopus motschulskyi Medvedev, 2005
- Sericopus viridis Medvedev, 2005